# منطقة أغاديس

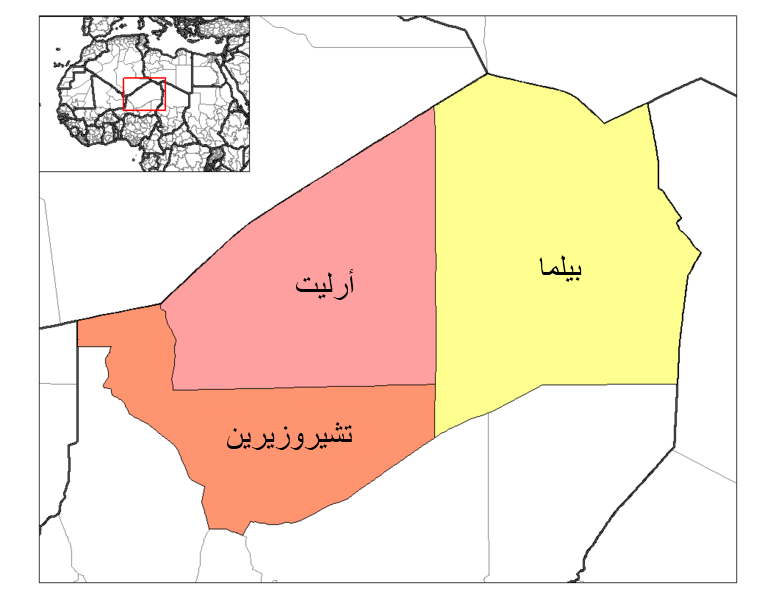
مقاطعات منطقة أغاديس

منطقة أغاديس (بالأمازيغية :ⴰⴳⴰⴷⵉⵣ) هي أحد سبعة مناطق تكون دولة النيجر وهي تقع شمال البلاد وعاصمتها أغاديس. تشمل المنطقة مساحة نحو 667 ألف كيلومتر مربع وتشكل بذلك أكبر مناطق النيجر. يسكنها 487313 من السكان (2010).

## جغرافيتها
تتكون أغلاديس من صحراء «تنيري» وجبال «آير». تسقط فيها أمطار قليلة. وتجتمع فيها عدة عصور جيولوجية: الباليوجي في الشمال والميزوزوكي في الجنوب الغربي، والكوارتير في الجنوب الشرقي، والبريكامبريوم في منطقة جبال أير.
الواحات الموجودة فيها بجانب مدينة أغاديس: أرليت، بيلما، ديركو، فاشي، إنجال، تيجوديت، وتيميا وغيرها.
تحدها من الشمال ولاية تمنراست في الجزائر، وتحدها من الشمال الشرقي الحدود الليبية، ومن الشرق تشاد. وتحده من الغرب منطقة كيدال في مالي.
عثر في النيجر على أحفوريات زمن أهم مناطقها على هذا السبيل منطقة «جادوفاكوا» التي تسمى «مثبرة الديناصورات في الصحراء الكبرى».

## السكان

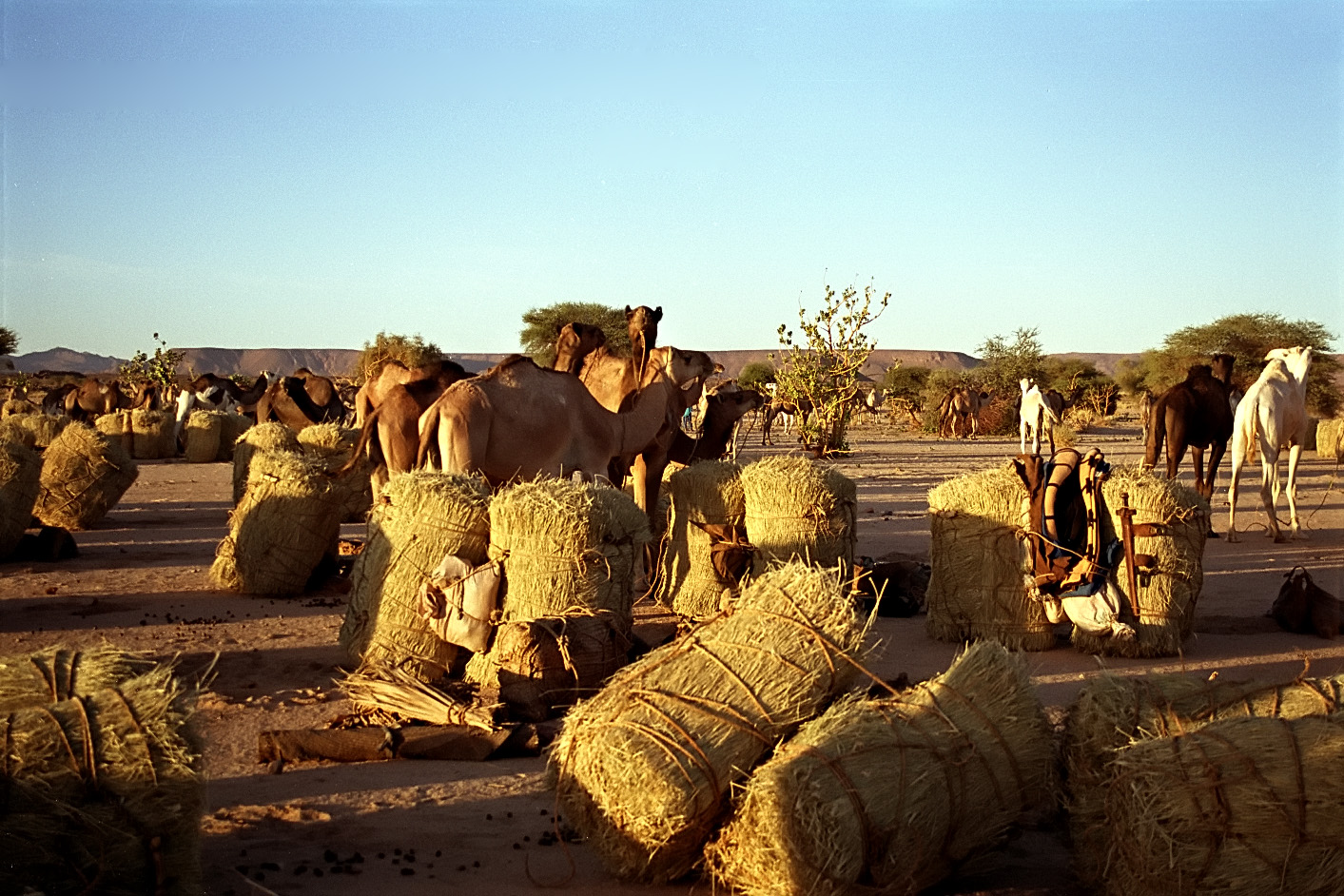
قافلة جمال في منطقة أغاديس.

كان عدد سكان منطقة أغاديس وقت الأستقلال عام 1960 نحو 62.000 مواطن. وبلغ عدد السكان طبقا لإحصاء عام 1977 نحو 125.000 من السكان، وأصبح عدد السكان 205.000 مواطن طبقا لإحصاء عام 1988. ويقدر تعداد السكان في عام 2010 بنحو 387.300 من السكان.

منطقة أغاديس في النيجر هي النطقة التي يغلب فيها السكان من أمازيغ الطوارق وتشكل تلك الطائفة نحو 80% من العدد الكلي للسكان. وتأتي بعدها الهوسا.

## اقرأ أيضا
- النيجر
- ليبيا
- الجزائر